# Port lotniczy Grenchen
Port lotniczy Grenchen – szwajcarski port lotniczy położony w miejscowości Grenchen, w kantonie Solura.